# PhpMyAdmin
phpMyAdmin là một công cụ nguồn mở miễn phí được viết bằng ngôn ngữ lập trình PHP để xử lý các tác vụ quản trị của MySQL thông qua một trình duyệt web. Nó có thể thực hiện nhiều tác vụ như tạo, sửa đổi hoặc xóa bỏ cơ sở dữ liệu, bảng, các trường hoặc bản ghi; thực hiện theo báo cáo SQL; hoặc quản lý người dùng và cấp phép.

## Lịch sử
Tobias Ratschiller, sau này là một nhà tư vấn công nghệ thông tin và sau đó là người sáng lập của công ty phần mềm Maguma, bắt đầu làm việc trên một trang web dựa trên PHP front-end cho MySQL năm 1998, lấy cảm hứng từ MySQL-Webadmin. Ông đã từ bỏ dự án (và phpAdsNew, một dự án trong đó ông cũng là tác giả ban đầu) vào năm 2000 vì thiếu thời gian.
Bởi thời gian đó, phpMyAdmin đã trở thành một trong các ứng dụng PHP phổ biến nhất và các công cụ quản trị MySQL với một cộng đồng lớn của người sử dụng và đóng góp. Để phối hợp ngày càng tăng số lượng các bản vá lỗi, một nhóm các nhà phát triển thứ ba đăng ký The phpMyAdmin Project tại SourceForge.net và phát triển vào năm 2001.

### Cột mốc phát hành
| Phát hành | Thời gian  | Những thay đổi |
| --------- | ---------- | --- |
| 0.9.0     | 9/9/1998   | Phát hành nội bộ đầu tiên |
| 1.0.1     | 26/10/1998 | |
| 1.1.0     | 3/11/1998  | Thêm xác nhận đầu tiên cho lệnh DROP. |
| 1.2.0     | 29/11/1998 | Thêm khả năng nhập dữ liệu từ các tập tin văn bản. |
| 1.3.0     | 16/12/1998 | Nhập truy vấn của ví dụ chức năng. |
| 1.3.1     | 27/12/1998 | Phiên bản đầu tiên đa ngôn ngữ |
| 1.4.0     | 16/1/1999  | Thêm hỗ trợ cho đổi tên và sao chép bảng. |
| 2.0.0     | 11/4/1999  | Thay đổi bố trí lớn. |
| 2.1.0     | 8/6/2000   | Phát hành cuối bởi nhà phát triển ban đầu Tobias Ratschiller |
| 2.2.0     | 31/8/2001  | Phát hành ổn định đầu tiên của The phpMyAdmin Project |
| 2.3.0     | 8/11/2001  | Cơ sở dữ liệu và các bảng views được chia thành các phần nhỏ hơn |
| 2.4.0     | 23/2/2003  | Hỗ trợ cho MySQL 4 đặc quyền, kết nối nén, nâng cấp nhiều giao diện người dùng mục PNG |
| 2.5.0     | 05/11/2003 | Giới thiệu về hệ thống chuyển đổi dựa trên MIME |
| 2.6.0     | 27/9/2004  | Cải thiện tập ký tự và hỗ trợ MySQL 4,1 |
| 2.7.0     | 04/12/2005 | Nâng cao chất lượng nhập khẩu khả năng, cấu hình đơn giản, giao diện người dùng dọn dẹp, và nhiều hơn nữa |
| 2.8.0     | 06/3/2006  | Cập Nhật tương thích, ẩn cơ sở dữ liệu, giới hạn bộ nhớ cấu hình, thiết lập dựa trên web. |
| 2.9.0     | 20/9/2006  | Thêm xuất dữ liệu sang văn bản và bảng tính OpenDocument |
| 2.10.0    | 27/2/2007  | GUI cho relations, được gọi là Designer |
| 2.11.0    | 22/8/2007  | Hỗ trợ việc tạo VIEWS từ kết quả truy vấn, quản lý kích hoạt, chức năng và thủ tục. Cải tiến giao diện cho các máy chủ xử lý số lượng lớn các cơ sở dữ liệu/bảng. Có khả năng các sự kiện quan trọng cuối cùng hỗ trợ PHP 4. |
| 3.0.0     | 27/9/2008  | Yêu cầu PHP 5.2 và MySQL 5+. Hỗ trợ sự kiện và kích hoạt. |
| 3.1.0     | 28/11/2008 | Một cơ chế cài đặt mới, hỗ trợ BLOBstreaming xác thực phần cứng Swekey |
| 3.2.0     | 15/6/2009  | Hỗ trợ tốt hơn cho các tuỳ biến các nhà cung cấp (dựa trên nhu cầu của Debian), sửa chữa nhiều lỗi và an ninh, và thêm các tính năng nhỏ. |
| 3.3.0     | 07/3/2010  | Các module nhập-xuất mới, theo dõi thay đổi, đồng bộ hóa cấu trúc và dữ liệu giữa các máy chủ, hỗ trợ nhân rộng. |
| 3.4.0     | 11/5/2011  | AJAXification của một số bộ phận, biểu đồ, xây dựng truy vấn hình ảnh, sở thích người sử dụng, trình soạn thảo ENUM / SET |
| 3.5.0     | 07/4/2012  | Cải tiến chế độ duyệt, chỉnh sủa lưới, ghi nhớ các bảng gần đây, ghi nhớ thứ tự sắp xếp cuối cùng của bảng, chiều rộng cọt linh hoạt, sắp xếp lại cột, các thanh điều hướng nhr gọn hơn, nhiều thao tác AJAXification hơn, tổ chức lại trang tình trạng server, giám sát máy chủ, cải thiện hỗ trợ cho thói quen lưu trữ, sự kiện và kích hoạt, hỗ trợ openGIS, zoom tìm kiếm trong bảng tìm kiếm, hỗ trợ Drizzle, cải thiện trình soạn thảo ENUM/SET. |

## Các tính năng
Các tính năng được cung cấp bởi chương trình bao gồm:
1. Giao diện web
2. Quản lý cơ sở dữ liệu MySQL
3. nhập dữ liệu từ CSV và SQL
4. Xuất dữ liệu sang các định dạng khác nhau: CSV, SQL, XML, PDF (thông qua thư viện TCPDF), ISO/IEC 26300 - OpenDocument văn bản và bảng tính, Word, Excel, LaTeX và các định dạng khác
5. Quản lý nhiều máy chủ
6. Tạo PDF đồ họa của bố trí cơ sở dữ liệu
7. Tạo các truy vấn phức tạp bằng cách sử dụng Query-by-example (QBE)
8. Tìm kiếm tổng quan trong cơ sở dữ liệu hoặc một tập hợp con của nó
9. Chuyển đổi dữ liệu được lưu trữ thành các định dạng bằng cách sử dụng một tập hợp các chức năng được xác định trước, như hiển thị dữ liệu BLOB như hình ảnh hoặc tải về liên kết
10. Giám sát các truy vấn (quy trình)

## Tình trạng hiện tại
Phần mềm hiện có sẵn trong 64 ngôn ngữ khác nhau, được duy trì bởi The phpMyAdmin Project.

## Sản phẩm tương tự
Một công cụ tương tự, phpPgAdmin, cung cấp chức năng tương tự cho PostgreSQL. Nó được bắt đầu như một rẽ nhánh của phpMyAdmin, nhưng bây giờ là một code base hoàn toàn khác nhau.
Có một công cụ gọn nhẹ tương tự để quản lý cơ sở dữ liệu MySQL được gọi là Adminer (trước đây là phpMinAdmin), trong đó có tất cả các tính năng cơ bản của phpMyAdmin, nhưng chỉ bao gồm một tập tin PHP.
Chive là một tiếp theo thế hệ công cụ quản lý CSDL MySQL nhằm mục đích là một thay thế cho phpMyAdmin.